# Datenhandschuh

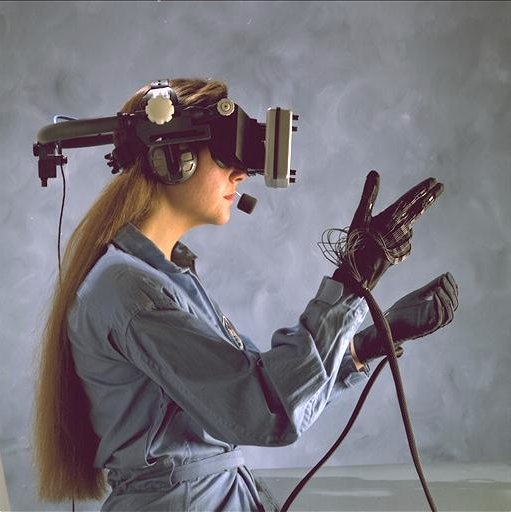
Head-Mounted Display mit Datenhandschuhen

Der Datenhandschuh ist ein Eingabegerät in Form eines Handschuhs. Durch Bewegungen der Hand und Finger erfolgt eine Orientierung im virtuellen Raum. Die Anwendung geschieht meist in Kombination mit einem Datenhelm. Datenhandschuhe bieten heute neben der Funktion der Navigation und Orientierung durch den virtuellen Raum auch die Funktion des Ertastens und Erfühlen (Taktiles Feedback) eines Gegenstandes und die Erfahrbarkeit von Kraftrückkopplungen (Force Feedback) an.

## Historische Entwicklung
Den ersten Datenhandschuh entwickelte Dr. G. Grimes von AT&T Bells Labs im Jahr 1983. Der Digital Data Entry Glove bestand aus einem Handschuh, Biegesensoren an den Fingern, Tastsensoren auf den Fingerspitzen und Sensoren für die Position im Raum.
1984 gründeten die zwei Kollegen von Atari, Thomas Zimmermann und Jaron Lanier, die Firma VPL Research. Die Idee von Thomas Zimmermann, Gitarre zu spielen wie Jimi Hendrix, aber ohne ein physisches Instrument, war die Motivation von VPL, einen Datenhandschuh zu entwickeln. 1985 beauftragte die National Aeronautics and Space Administration (NASA) VPL Research, einen Datenhandschuh für Astronauten zu bauen. Der VPL Dataglove war 1986 der erste kommerzielle Datenhandschuh. Er kostete um die 9000 US-Dollar.
Die Bewegungen und Beugungen der einzelnen Finger der Hand werden durch Lichtwellenleiter auf dem Handrücken gemessen. Dabei gibt es für jeden Finger (außer dem Daumen) zwei Kabel. Eines läuft bis zum ersten Fingergelenk, das Zweite endet am zweiten Gelenk. Die Kabel laufen jeweils in einer Schleife vom Steuergerät zu den Fingern und zurück. An einem Ende jedes Kabels wird über eine Leuchtdiode Licht in das Kabel geschickt. Am anderen Ende wird die ankommende Lichtintensität durch eine Fotozelle gemessen und in bestimmbare elektrische Signale umgewandelt. Über diese Signale kann dann der Computer die Fingerbewegungen der Hand visualisieren.

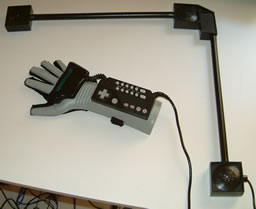
Nintendo Power Glove

Das VPL Patent wurde bald von Mattel gekauft, um 1989 den Power Glove für Nintendos Spielkonsole Nintendo Entertainment System (NES) für 100 Dollar auf den Markt zu bringen. Mittlerweile wird der Power Glove nicht mehr hergestellt, aber Anleitungen zum Umbau des Power Glove zur Verwendung des Datenhandschuhs über eine serielle Schnittstelle kursieren bis heute auf diversen Internetseiten.
Die Nachfrage nach einem Datenhandschuh für Konsumenten war so groß, dass die Firma „Essential Reality“ im Jahr 2000 anfing den Power Glove mit aktuellerem Know-how weiterzuentwickeln. Im Oktober 2002 wurde der P5 Glove auf dem Markt präsentiert. Er besitzt standardmäßig eine USB-Schnittstelle und kostet derzeit ungefähr 50 Dollar. Daher wird der P5 Glove gerne von Virtual-Reality-Forschern, Musikern und auch Spielern gekauft und eingesetzt.
Im Juli 2019 stellten südkoreanische Forscher im Fachblatt Scientific Reports einen Datenhandschuh vor, der Nutzern auch haptisches Feedback ermöglichte. Damit konnten Träger nun auch die Form virtueller Objekte erfühlen.